# 세코 아유미
세코 아유미(일본어: 瀬古 あゆみ, Ayumi Seko, 1990년 10월 18일 ~ )은 일본의 배우이다.

## 출연작

### 영화
- 2012년 항아리 - 여학생 역
- 2012년 당신이 모르는 무서운 이야기 3 - 카나코 역[2]
- 2012년 2 채널의 저주 7 - 학생 역
- 2012년 봄 바람이 여름에 부는 - 타카 사쿠라 역
- 2011년 우리들의 애프터 ★ 스쿨 - 아유미 역
- 2010년 11월 마리아님이보고 계셔 - 카오리 역

### TV
- 2010년 6월 TBS "Music Birth +"게스트

### 라디오
- 2009년 4 ~ 10월 MBS 라디오 "더 이마도킷"고정 출연
- 2009년 MBS 라디오 "또 다시 고챠 · 섞어 っ!"출연
- 2008년 MBSラジオ「イマドキッ×ゴチャ・まぜっ×De-view」ミスパーソナリティグランプリ・ティーンズグランプリ受賞

## VP
- 2010년 SONY PCL DCAJ 3D 작품 "Believes" - 리오 역

## CM
- 2010년 미즈호 은행

## 모델
- 2009년 패션쇼 'mix jam party A / W'출연
- 2009년 11 ~ 12월 패션쇼 'Cycle mode international 2009 "출연
- 2009년 12월 롯데 "Toppo"패키지 모델

## 워크숍
- 2012년 1월 (주) 무비 웍스 주최 "제 3 회 무비와쿠 차세대 영화 배우 워크숍 '강사 : 이와타 유키 감독

## 학력
- 와세다 대학교 상학부